# Ihor Maczohan
Ihor Petrowycz Maczohan, ukr. Ігор Петрович Мачоган (ur. 3 marca 1970) – ukraiński piłkarz, grający na pozycji obrońcy.

## Kariera piłkarska

### Kariera klubowa
W 1992 rozpoczął karierę piłkarską w klubie Skała Stryj. Latem 1994 próbował swoich sił w Karpaty Lwów, po czym został piłkarzem Worskły Połtawa. Na początku 2002 przeszedł do Prykarpattia Iwano-Frankowsk, a latem przeniósł się do Polissia Żytomierz. Na początku 2004 powrócił do stryjskiej drużyny, która nazywała się Hazowyk-Skała Stryj, a po zakończeniu sezonu zakończył karierę piłkarską.

## Sukcesy i odznaczenia

### Sukcesy klubowe
- brązowy medalista Mistrzostw Ukrainy: 1997